# The Fabulous Freebirds
I Fabulous Freebirds erano un tag team di wrestling attivo negli anni ottanta e novanta, in federazioni quali National Wrestling Alliance, Georgia Championship Wrestling, World Class Championship Wrestling, World Championship Wrestling, World Wrestling Federation, e American Wrestling Association.

## Storia

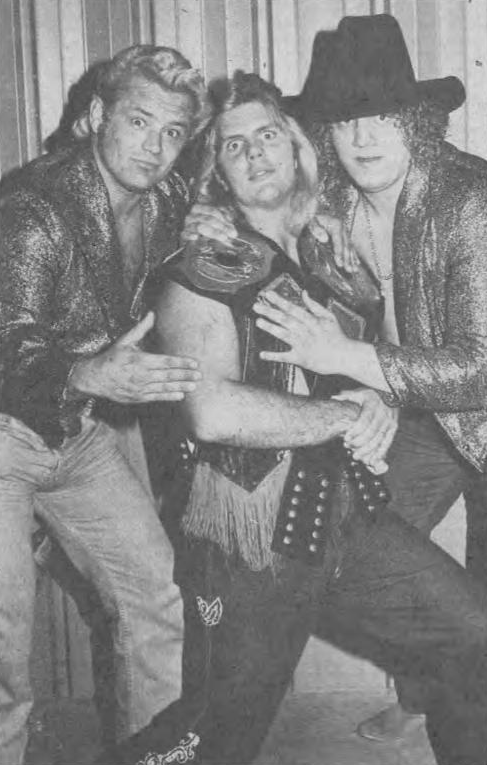
I Fabulous Freebirds campioni NWA Georgia Tag Team (1981)

I Fabulous Freebirds nacquero nel 1979 quando Michael "P.S." Hayes, Terry "Bam Bam" Gordy, e Buddy "Jack" Roberts decisero di formare un "tag team a tre", concetto non comune per l'epoca. Normalmente combattevano come heel ma ebbero anche molti periodi da face grazie alla popolarità conquistata.
Il nome della stable si ispirava al titolo della canzone dei Lynyrd Skynyrd intitolata Free Bird, che sarebbe stata la theme song del gruppo fino a quando Badstreet USA (cantata e composta da  Hayes) la rimpiazzò nel 1984. Si è spesso detto che i Freebirds furono i primi ad introdurre nel wrestling una musica d'ingresso sul ring, anche se tale affermazione non è del tutto vera. In realtà, i Freebirds furono i primi ad utilizzare brani di musica Rock 'n' Roll per le entrate, mentre il primo wrestler ad utilizzare una musica d'ingresso fu Gorgeous George (Pomp and Circumstance) negli anni quaranta.

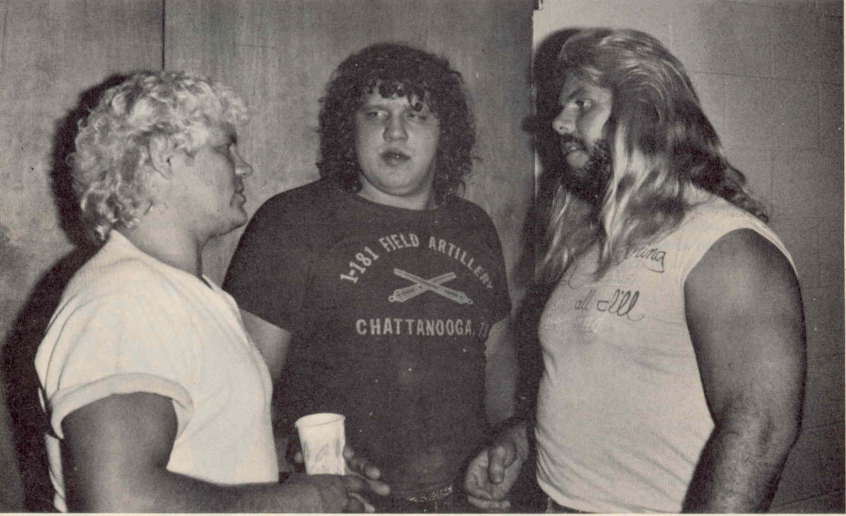
I Freebirds nel 1985

Il gruppo si esibiva nella zona di Dallas, nel territorio controllato dalla World Class Championship Wrestling, dove ebbero un leggendario feud con i Von Erich (David, Kevin, Kerry, Chris & Mike).
L'antefatto della rivalità fu il seguente: durante la notte di Natale del 1982, Hayes venne scelto dai fan per essere l'arbitro ospite speciale in occasione dello Steel Cage Match tra Ric Flair e Kerry Von Erich per il titolo NWA World Heavyweight Championship. Ad un certo punto, Hayes mise al tappeto Flair permettendo così a Von Erich di schienarlo facilmente. Però Von Erich si rifiutò di schienare un avversario stordito in maniera così sleale, e allora Gordy (che assisteva da bordo ring) lo colpì alla testa con la porta della gabbia. L'episodio diede il via allo storico feud tra i Fabulous Freebirds e la famiglia Von Erich.
In contemporanea militavano anche in altre affiliate della NWA quali Georgia Championship Wrestling e World Championship Wrestling, American Wrestling Association, e Universal Wrestling Federation. Nell'AWA i loro avversari principali furono i Road Warriors, ai quali costarono i titoli World Tag Team interferendo in un loro match contro Jimmy Garvin e "Mr. Electricity" Steve Regal il 29 settembre 1985.
Nel 1984 ebbero un breve stint nella World Wrestling Federation, dove entrarono a far parte della Rock 'n' Wrestling Connection. In WWF, lottavano sotto la guida del manager di Cyndi Lauper, David Wolff, ma ben presto lasciarono la federazione per dei contrasti avuti con André the Giant, che si era detto irritato per i continui ritardi dei Freebirds durante gli show.
La stable tornò quindi a combattere in AWA e nella World Class, per poi effettuare uno stint in UWF dove Gordy divenne campione mondiale, Roberts campione TV, e Hayes feceva loro da manager o svolgeva la funzione di commentatore heel durante le trasmissioni televisive. Quando la JCP acquisì l'UWF nel 1987, Hayes lottò nella World Class ed in altre federazioni locali del circuito indipendente, spesso insieme a Gordy, il quale iniziò a passare sempre più tempo in Giappone, e Roberts.
Nel 1989 in WCW Hayes & Garvin furono presentati come Freebirds, dove conquistarono in svariate occasioni i titoli mondiali di coppia e United States Tag-Team, e furono raggiunti da Gordy per qualche tempo. In seguito entrarono a far parte del gruppo anche un wrestler mascherato di nome Fantasia/Badstreet e il manager Little Richard Marley. Dopo un periodo nella Global Wrestling Federation, nel 1994 i Freebirds si sciolsero dopo quindici anni di attività.
Gordy morì d'infarto il 16 luglio 2001 all'età di 40 anni, mentre Roberts è deceduto il 29 novembre 2012, all'età di 65 anni, a causa di una polmonite. Hayes (ritiratosi dal ring poco tempo dopo la fine dei Freebirds) è attualmente un road agent/produttore della WWE, mentre Garvin è un pilota d'aereo.
Nel 2011 si è avuta una nuova incarnazione dei Freebirds, formati da Tristin Hayze & Buddy Roberts Jr. (figlio di Buddy Roberts).
Nel 2016 vengono introdotti nella WWE Hall of Fame.

## La "regola Freebird"
Durante il periodo dei Freebirds nella NWA, essi vinsero i titoli di coppia. Mentre erano detentori delle cinture, i promoter escogitarono una nuova trovata per la stable: l'introduzione della (non ufficiale) "Freebird Rule", che permetteva a qualsiasi dei tre membri del gruppo di difendere la cintura.
Questa regola venne poi riutilizzata in moltissime occasioni da altri tag team formati da più di due membri e in molte altre federazioni diventando celebre nell'ambiente.
In alcuni casi, la regola Freebird venne applicata anche per la difesa di titoli singoli, come quando Chyna e Chris Jericho detennero in contemporanea il WWF Intercontinental Championship nel 2000 e nel caso dei No Quarter Catch Crew (Charlie Dempsey, Drew Gulak, Damon Kemp e Myles Borne) con l'NXT Heritage Cup nel 2024 (in questo caso venne chiamata regola "Catch Clause").

## Membri
Membri principali
- Michael Hayes, soprannominato "P.S." (Purely Sexy), era il leader storico del gruppo, il più carismatico e la "mente" dell'organizzazione. Particolarità di Hayes, fu anche quella di iniziare ad eseguire il moonwalking sul ring come Michael Jackson faceva durante i concerti.[8]
- Terry Gordy, soprannominato "Bam Bam", era la forza bruta del gruppo, che amava annientare fisicamente gli avversari.
- Buddy Roberts, soprannominato "Jack" per la sua passione verso il whiskey Jack Daniel's, era l'elemento veloce del gruppo, ed il più dotato dal punto di vista tecnico.
- Jimmy Garvin. L'associazione di Garvin con i Freebirds iniziò nel 1983, dato che spesso combatteva in coppia con Hayes, Gordy, & Roberts nella WCCW e AWA. Nel 1988, fece coppia con Steven Dane mentre Hayes era fuori per infortunio, e con Hayes nella WCW tra il giugno 1989 e il luglio 1992. Venne sempre considerato "il quarto Freebird" da Hayes, Gordy e Roberts.

Membri secondari
- Steve Cox - Fece coppia con Hayes come The Freebirds in WCCW, CWA, ed AWA. Quando Hayes si infortunò, spesso lottò insieme a Garvin.
- Badstreet – Brad Armstrong con una maschera in WCW, e il membro più leggero del gruppo. Apparve inizialmente con il ring name "Fantasia", ma la WCW dovette cambiare il nome in Badstreet per evitare problemi di carattere legale da parte della Disney.

Manager
- David Wolff[2]
- Diamond Dallas Page[9]
- Sunshine
- Precious
- Big Daddy Dink
- Little Richard Marley

## Titoli e riconoscimenti
- Global Wrestling Federation
  - GWF Tag Team Championship (1) - Gordy & Garvin
- Georgia Championship Wrestling
  - NWA National Tag Team Championship (3) – Hayes & Gordy[10]
  - NWA Georgia Tag Team Championship (1) – Hayes & Gordy[11]
- NWA Mid-America
  - NWA Mid-America Tag Team Championship (2) – Hayes & Gordy
- Professional Wrestling Hall of Fame
  - Classe del 2015 - Roberts, Gordy & Hayes[12]
- Pro Wrestling Illustrated
  - 1981 PWI Tag Team of the Year - Michael Hayes & Terry Gordy.[13]
  - Michael Hayes & Terry Gordy al 3º posto nella lista dei migliori 100 tag team dei PWI Years nel 2003.[14]
- Mid-South Wrestling
  - Mid-South Tag Team Championship (2) – Hayes & Gordy (1), Gordy & Roberts (1)
  - UWF Heavyweight Championship (1) – Gordy
  - UWF Television Championship (1) – Roberts
- World Championship Wrestling
  - NWA United States Heavyweight
Championship (1)1 – Hayes
  - WCW United States Tag Team Championship (2) – Hayes & Garvin
  - WCW World Six-Man Tag Team Championship (1) – Hayes, Garvin & Badstreet
  - WCW World Tag Team Championship (2)2  – Hayes & Garvin
    - I Fabulous Freebirds ebbero un regno da campioni WCW World Tag Team della durata di -6 giorni, perché la puntata nella quale persero le cinture venne registrata prima di quella dove le vinsero.
- World Class Championship Wrestling
  - NWA American Heavyweight Championship (1) – Gordy
  - NWA American Tag Team Championship (1) – Hayes & Gordy
  - WCCW Six-Man Tag Team Championship (6) – Hayes, Gordy & Roberts (5) Gordy, Roberts & Parsons (1)
  - WCCW Television Championship (1) – Roberts
  - NWA Knuckles Championship (Texas version) (1) – Gordy
  - WCWA Texas Heavyweight Championship (1) – Parsons
- Independent Urban Wrestling Alliance
  - IUWA Tag Team Championship (Hayes & Buddy Jr.)
  - 2012 Bob Luce Memorial Tag Tournament
- Wrestling Observer Newsletter
  - 1980 Tag Team of the Year. – Gordy & Roberts
  - 1983 Feud of the Year. – Freebirds vs. The Von Erichs
  - 1984 Feud of the Year. – Freebirds vs. The Von Erichs
  - 1984 Match of the Year. – Freebirds vs. The Von Erichs (Kerry, Kevin, & Mike), Anything Goes Match, 4 luglio, Fort Worth (Texas)
  - Wrestling Observer Newsletter Hall of Fame (Classe del 2005) – Hayes, Gordy, & Roberts
- WWE
  - WWE Hall of Fame (classe del 2016)

1Il regno di Hayes come NWA United States Heavyweight Champion ebbe luogo dopo l'acquisizione da parte di Ted Turner della Mid-Atlantic Championship Wrestling nel 1988, dopo il quale la federazione cambiò nome in World Championship Wrestling. Ciò si verificò prima che il nome del titolo venisse cambiato in WCW United States Heavyweight Championship e prima del distacco della WCW dalla NWA.

2Durante il primo regno da campioni di Hayes & Garvin, i titoli si chiamavano NWA World Tag Team Championships.

## Curiosità
- I Freebirds nella formazione originale Hayes, Gordy, e Roberts, appaiono nella scena iniziale del film Highlander - L'ultimo immortale (1986),[15] mentre combattono sul ring contro Greg Gagne, The Tonga Kid, e Jim Brunzell.